# Sender Kohtla
Der Sender Kohtla ist eine Rundfunksendeeinrichtung bei Kohtla-Nõmme in Estland. Sie verwendet einen 254 Meter hohen Sendemast und einen 101,5 Meter hohen Sendemast. Der 254 Meter hohe Mast der Anlage ist das vierthöchste Bauwerk in Estland.